# Stefani Werremeier
Stefani Werremeier   (Osnabrück, 17 d'octubre de 1968) és una remadora alemanya, ja retirada, que va competir durant les dècades de 1980 i 1990.
El 1992 va prendre part en els Jocs Olímpics d'Estiu de Barcelona on, fent parella amb Ingeburg Schwerzmann, va guanyar la medalla de plata en la prova del dos sense timoner del programa de rem. Quatre anys més tard, als Jocs d'Atlanta, fent parella amb Kathrin Haacker, fou quarta en la mateixa prova.
En el seu palmarès també destaquen dues medalles d'or, el 1990 i 1994, i una de plata, el 1991, al Campionat del món de rem.